# Lista över naturreservat i Jämtlands län
Detta är en lista över naturreservat och nationalparker i Jämtlands län, sorterade efter kommun.

## Bergs kommun
- Arådalens naturreservat
- Bastudalens naturreservat (delas med Åre kommun)
- Björnbergets naturreservat, Bergs kommun
- Björnhåberget
- Björnsjöberget
- Brötarna
- Gråbergets naturreservat, Bergs kommun
- Henvålens naturreservat (delas med Härjedalens kommun)
- Himmelsflötens naturreservat
- Hoverberget
- Kläppbergets naturreservat
- Marntallåsen
- Röjan (naturreservat)
- Skärvagsdalen
- Slättbrännberget
- Stubbarna (naturreservat)
- Sölvbacka strömmars naturreservat
- Sönner-Flakamyren
- Älgsjöbergets naturreservat

## Bräcke kommun
- Blektjärn (naturreservat)
- Bodberget Björsjö
- Bräntberget (naturreservat)
- Båthällan
- Dalbergstorpets naturreservat
- Djupdalsbäckens naturreservat
- Falkbergets naturreservat
- Finnsjöberget Gastsjö
- Grötingsbergets naturreservat
- Havmyren
- Helvetesbrännan (del i Jämtlands län)
- Hundtjärnåsens naturreservat
- Klyttkälberget
- Kroktjärnen (naturreservat, Bräcke kommun)
- Käringberget, Bräcke kommun
- Lokmyran
- Lungsjöskogen
- Mellgårdsbackarnas naturreservat
- Rutfjällets naturreservat
- Räggån (naturreservat)
- Skattmyrberget
- Storfloberget
- Stuguåberget
- Svedjan (naturreservat)
- Tunsved
- Valletjärnarna (naturreservat)
- Vårkallhöjden
- Ödeborg (naturreservat)
- Öraån (naturreservat)
- Örnbergskilen

## Härjedalens kommun
- Brovallvålen
- Dalkarlskölens naturreservat
- Fagerbäckens naturreservat
- Frägnhällornas naturreservat
- Getryggen, Härjedalen
- Gräsbackkojan
- Haberget
- Hamrafjället
- Hede kyrkoherdeboställe
- Henvålens naturreservat (delas med Bergs kommun)
- Himmelsflötens naturreservat
- Högåsen, Härjedalen
- Kalkbergets naturreservat
- Kilbäcksskiftet
- Knättens naturreservat
- Köpmankölens naturreservat
- Lill-Rånddalen
- Linsellborren
- Långsidberget
- Långsån (naturreservat)
- Lövåsen-Fillingsåsen
- Nybodflöten
- Nysätern (naturreservat, Härjedalens kommun)
- Nyvallens naturreservat
- Rogen (naturreservat)
- Råtjärnberget-Djupdalsberget
- Skalet-Ryggens naturreservat
- Sonfjällets nationalpark
- Stentjärnåsens naturreservat
- Storsvedberget
- Stor-Brättans brandfälts naturreservat
- Storåsen
- Sveduberget
- Sälsjöhållans naturreservat
- Sörvallen-Mellanåsen
- Telebäckdalen
- Västansjöbrännan
- Övre Rånddalens naturreservat

## Krokoms kommun
- Acksjöns naturreservat
- Andersflon
- Ansättåns naturreservat
- Borggrensvikens naturreservat
- Bragéebackens naturreservat
- Dille Stormyrens naturreservat
- Djupsjöbäcken
- Duvviegaejsie naturreservat
- Fiskhusbergets naturreservat
- Grubbdalens naturreservat
- Gröntoppens naturreservat
- Hotagens naturreservat
- Hällberget
- Höbergsfjällets naturreservat
- Höjden Botelsnäset
- Hökvattsåns naturreservat
- Järnbäckens naturreservat
- Lill-Stensjöns naturreservat
- Lomtjärnen (naturreservat)
- Luvkullvattnet (naturreservat)
- Långtjärnens naturreservat
- Läskvattsån (naturreservat)
- Margitbrännans naturreservat
- Mittockernäset
- Offerdalsberg
- Olanderbodarna
- Oldflån-Ansättens naturreservat
- Oldklumpens naturreservat
- Rödde naturreservat
- Skåhällbodarna naturreservat
- Storholmsjö naturreservat
- Storskogens naturreservat, Krokoms kommun
- Strömhöjdens naturreservat
- Svarttjärnens naturreservat
- Svenskådalens naturreservat (Delas med Åre kommun)
- Söderhamns naturreservat
- Tvärån Piktjärn (naturreservat)
- Tysjöarnas naturreservat
- Vägskälets naturreservat
- Väster-Ottsjön
- Önets naturreservat

## Ragunda kommun
- Ammerån (naturreservat) (delas med Strömsunds kommun)
- Billtjärns urskog
- Döda fallet
- Eldsjöbäcken
- Grånmyran
- Gårsjöhöjden
- Höksberget
- Innerbergets naturreservat
- Jansmyrberget
- Kvarnån Utanede naturreservat
- Långstrandberget
- Länglingsån (naturreservat)
- Meån (naturreservat)
- Märatjärnberget
- Orrmyrberget (naturreservat, Ragunda kommun)
- Pålgårdsbrännans naturreservat
- Revaberget
- Skavbergets naturreservat
- Snedmyran
- Storflohöjden
- Sälgedalsberget
- Sättmyrberget
- Tjärnbergens naturreservat
- Vattenberget
- Vårvsbergets naturreservat
- Ygeltjärn (naturreservat)

## Strömsunds kommun
- Amaliaskogen
- Ammerån (naturreservat) (delas med Ragunda kommun)
- Bjurälven
- Björntjärnlokarna
- Björnhammarbergets naturreservat
- Björnvikbodarnas naturreservat
- Blåsjöfjäll
- Bollsberget
- Båthushöjden
- Daimadalen
- Dunnerklumpen
- Edeforsen (naturreservat)
- Edsåns naturreservat
- Grubbmyrans naturreservat
- Hagamarken
- Hotagens naturreservat
- Hotingsknösens naturreservat
- Hyktaberget
- Håxåskälens naturreservat
- Hällingsåfallet
- Höjden Äspnäs
- Jougdadalen
- Kalkbergets naturreservat, Strömsunds kommun
- Kattygelbackarna naturreservat
- Kattögeltjärnen (naturreservat)
- Korallgrottan
- Kälaslåtten
- Källberget-Storberget
- Käringmyren
- Laholmsnäset
- Lubbäckflon
- Luvkullvattnet (naturreservat)
- Långvattnet (naturreservat, del i Jämtlands län)
- Malmån (naturreservat)
- Midsommarfjället
- Mjövattenberget
- Mörtsjöbergets naturreservat
- Nabben (naturreservat, Strömsunds kommun)
- Nysundbergets naturreservat, Strömsunds kommun
- Nåara/Härbergsdalens naturreservat
- Näxåsen (naturreservat)
- Ol-Nilskojan
- Per-Johansabodarnas naturreservat
- Ritjelsberget
- Rosenbergsråkarna
- Rökberget
- Saxvattnet (naturreservat)
- Sikåskälen
- Siljeåsberget
- Siljeåsens naturreservat
- Skallflohålen
- Skarpåskälabodarna
- Skåarnja
- Smalåbäcken
- Sprötbergets naturreservat
- Stensjön (naturreservat, Strömsunds kommun)
- Stormyran (naturreservat, Strömsunds kommun)
- Stormyrhögen
- Stormyrhöjden
- Tjärnslåtten
- Vackermyren
- Valvkullens naturreservat
- Väktardalens naturreservat
- Väster-Fånsjön

## Åre kommun
- Bastudalens naturreservat (delas med Bergs kommun)
- Finningsvalen
- Fiskhusbergets naturreservat
- Grimsåvallens naturreservat
- Gråbergets naturreservat, Bergs kommun
- Gåstjärnvalen
- Hammarberget
- Haugröningan
- Hällan (naturreservat)
- Järvdalens naturreservat
- Nyvallen-Rännberg
- Prästvallen
- Sandtjärndalen
- Skäckerfjällens naturreservat
- Slimprans naturreservat
- Slåttsved
- Stämpelhön
- Svenskådalens naturreservat (Delas med Krokoms kommun)
- Tännforsen (naturreservat)
- Videberget
- Vålådalens naturreservat

## Östersunds kommun
- Andersöns naturreservat
- Berge urskogs naturreservat
- Bjännmyrens naturreservat
- Bye kalkbarrskog
- Bye södra kalkbarrskogs naturreservat
- Byomsliden
- Eliasbodarna
- Fillstabäckens naturreservat
- Flakamyrens naturreservat
- Gäle naturskog
- Helvetesmyrkälen
- Huse
- Kläppe naturreservat
- Källmyrens naturreservat
- Lillsjöns naturreservat
- Ljusbergets naturreservat
- Loke (naturreservat)
- Långkälens naturreservat
- Meåsflon
- Nordanbergsbergets naturreservat
- Odensalakärrets naturreservat
- Rannåsens naturreservat
- Rödhällsflons naturreservat
- Rödmyrmyrens naturreservat
- Slåtthornets naturreservat
- Spåmanslokens naturreservat
- Stensundet
- Strangellsbodarna
- Svedjesjöns naturreservat
- Sällflons naturreservat
- Torvalla urskog
- Tysjöarna
- Ändsjöns naturreservat
- Öjsjömyrarnas naturreservat